# Galaxia Volburei
Galaxia Volburei (în engleză Whirlpool Galaxy) este o pereche de galaxii, aflate la 27,4±2,3 milioane de ani-lumină de la Terra, compusă dintr-o galaxie spirală regulată masivă al cărei diametru este estimat la 100.000 de ani-lumină și dintr-o mică galaxie neregulată. A fost descoperită în 1773 de astronomul francez Charles Messier, care a clasat-o în catalogul care îi poartă numele, Catalogul Messier, cu indicativul Messier 51 / M 51.
Pentru evitarea oricărei confuzii, se folosesc indicativele M51a și M51b pentru desemnarea obiectelor NGC 5194 și respectiv NGC 5195.

## Istorie
Galaxia principală NGC 5194 a fost descoperită de Charles Messier în 1773, dar însoțitoarea acesteia, NGC 5195, fost observată mai târziu, în 1781, de Pierre Méchain.
Lord Rosse a descoperit structura spiralată a galaxiei principale în 1845 cu telescopul său de 182 de centimetri diametru, Leviathan din Parsonstown. Rosse a fost primul care a desenat galaxia așa cum poate fi văzută cu instrumentele actuale.
Fotografia cu cea mai înaltă rezoluție a obiectului M51 a fost efectuată în ianuarie 2005 de Telescopul spațial Hubble.

## Observări
Cu luneta astronomică, cele două galaxii apar sub forma a a două pete cu luminozitate slabă: nucleele celor două galaxii. Abia cu un telescop de 150 mm diametru poate să se înceapă decelarea brațelor spiralate ale galaxiei principale. Cu un telescop de 300 mm se poate vedea puntea de materie care leagă cele două galaxii.
O nouă supernovă a fost detectată în M51 la 1 iunie 2011.

## Caracteristici
Galaxia are un diametru estimat la 100.000 de ani-lumină, comparabil cu cel al Căii Lactee, și o masă echivalentă cu 160 de miliarde de mase solare.

### Cărți
- en  Stephen James O'Meara, Deep Sky Companions: The Messier Objects, Cambridge University Press, 1998. ISBN 0-521-55332-6

### Hărți cerești
- Tirion, Rappaport, Lovi, Uranometria 2000.0 - Vol. I - The Northern Hemisphere to -6°, Richmond, Virginia, USA, Willmann-Bell, inc., 1987. ISBN 0-943396-14-X
- Tirion, Sinnott, Sky Atlas 2000.0 - Second Edition, Cambridge, USA, Cambridge University Press, 1998. ISBN 0-933346-90-5
- Tirion, The Cambridge Star Atlas 2000.0, ediția a 3-a , Cambridge, USA, Cambridge University Press, 2001. ISBN 0-521-80084-6